# Zosterops sanctaecrucis
Zosterops sanctaecrucis е вид птица от семейство Zosteropidae.

## Разпространение
Видът е разпространен в Соломоновите острови.